# Bystrička (přítok Turce)
Bystrička je potok v dolním Turci, v západní části okresu Martin . Je to levostranný přítok Turce s délkou 12,4 km a je tokem IV. řádu.
Pramení v Malé Fatře, v podcelku Lúčanská Fatra, v části Lúčanské Veterné hole, na jižním úpatí Veľké lúky (1 475,5 m n. m.) v nadmořské výšce přibližně 1 410 m n. m.
Na horním toku teče nejprve na západ, zprava přibírá dva krátké přítoky a pokračuje jihozápadním směrem, přičemž vytváří oblouk směřující na jihovýchod. Pak se stáčí, na krátkém úseku teče na jih, zleva přibírá přítok ze západního svahu vrchu Humience (1 398,0 m n. m.), zprava krátký přítok ze severovýchodního svahu Horné lúky (1 299,4 m n. m.), pak z téže strany přítok z východního svahu Horné lúky a stáčí se jihovýchodním směrem, přičemž protéká Velkou Bystričskou dolinou . Zleva dále přibírá přítok (1,1 km) ze západního svahu Humience (1 398,0 m n. m.), na krátkém úseku teče pak východním směrem a zleva přibírá přítok z jihojihovýchodného úpatí Humienca. Následně teče východojihovýchodním směrem, zprava přibírá přítok z východního svahu Ostrého (1 139,1 m n. m.), z téže strany dále Končiarový potok a pokračuje východním směrem. Z levé strany ještě přibírá Topolec, z pravé strany přítok ze severozápadního svahu Dubového dielu (751,2 m n. m. ). Vzápětí vtéká do Turčianské kotliny, vytváří široce rozevřený oblouk prohnutý na jih, protéká intravilán obce Bystrička a v obci přibírá levostranný Valaský potok . Pod obcí už teče východojihovýchodním směrem, pak na krátkém úseku na východ a těsně před ústím na severovýchod. Do Turce ústí jižně od města Martin v nadmořské výšce cca 403 m n. m.